# Kintunich

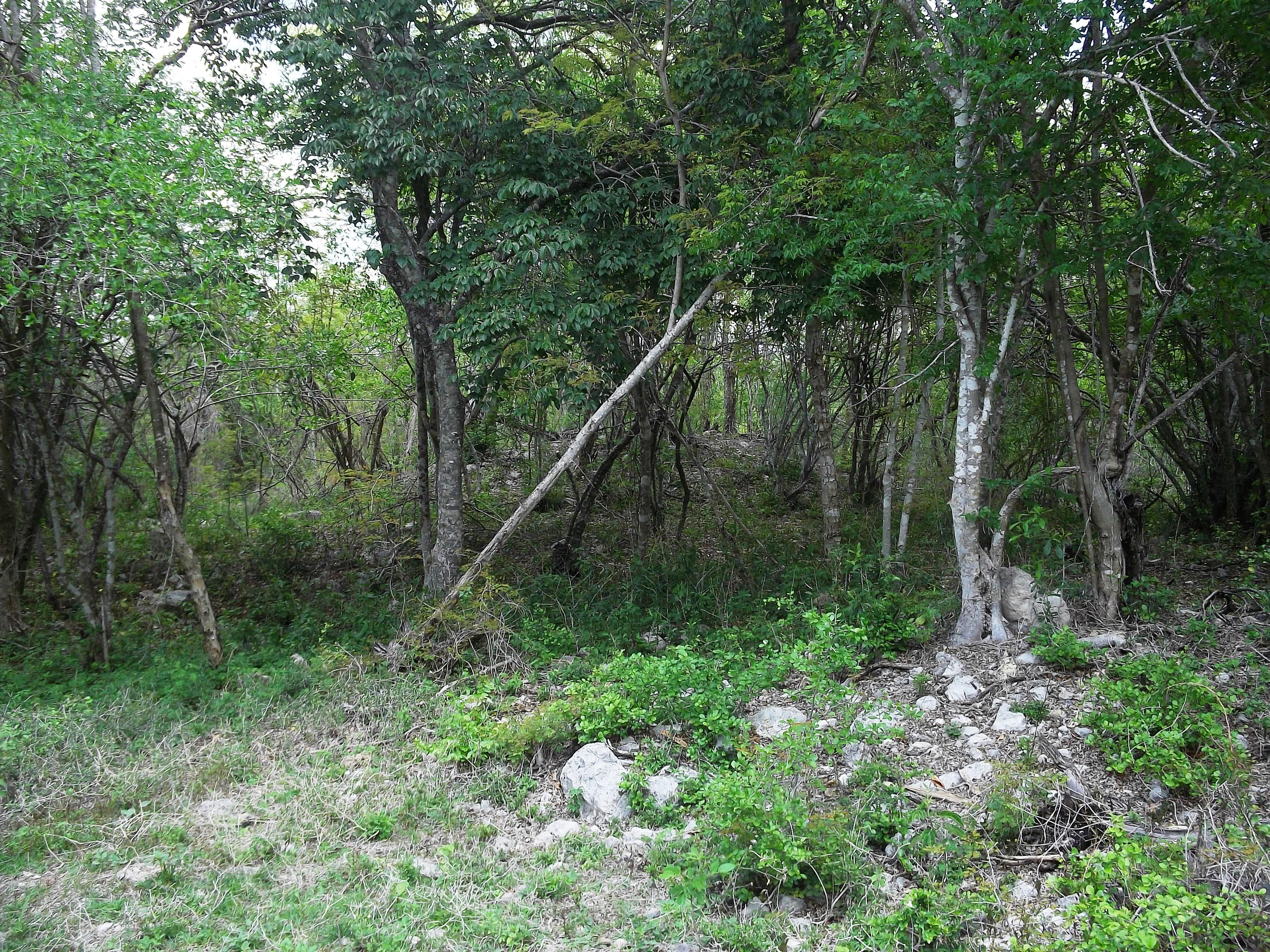
Sitio arqueológico de Kintunich.

Kintunich es un sitio arqueológico del municipio de  Ucú que se encuentra al norte de la carretera Mérida - Celestún, en el estado de Yucatán, México.

## Toponimia
El nombre (Kintunich) proviene del idioma maya.

## Yacimiento arqueológico
El sitio comprende de un grupo de estructuras monumentales de tamaño similar a las del sitio de Xtobó sin estar dispuesta de forma que formen una plaza definida. Entre las estructuras destacan dos pirámides rústicas de 8 metros de altura. Se comunica con Xtobó mediante una vereda de aproximadamente 500 metros de longitud aunque esto no signifique que estén relacionados entre sí ya que considerando la extensión de ambos sitios hay una distancia de aproximadamente 400 metros.
Se cree que el lugar fue ocupado durante el período clásico medio debido a que la cerámica hallada es del horizonte Nabanché - Mamon, aunque existen algunos restos de los horizontes clásicos temprano y tardío no hay indicios que tuviera mayor ocupación.

## Hacienda
Existe el casco de una antigua hacienda cercana al yacimiento. La chimenea del cuarto de máquinas de la hacienda puede verse a un lado de la carretera.

## Galería

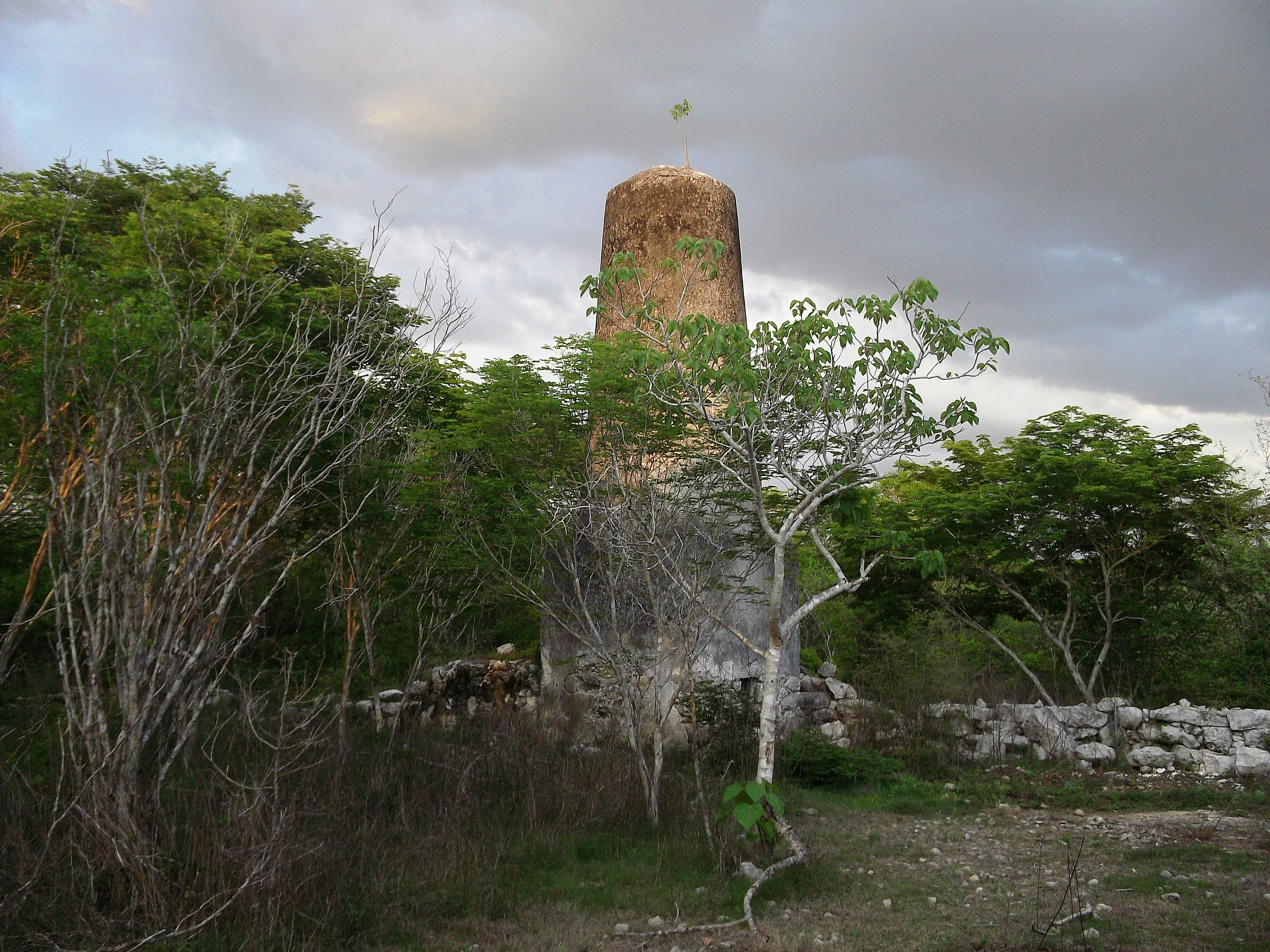
Rancho de Kintunich.
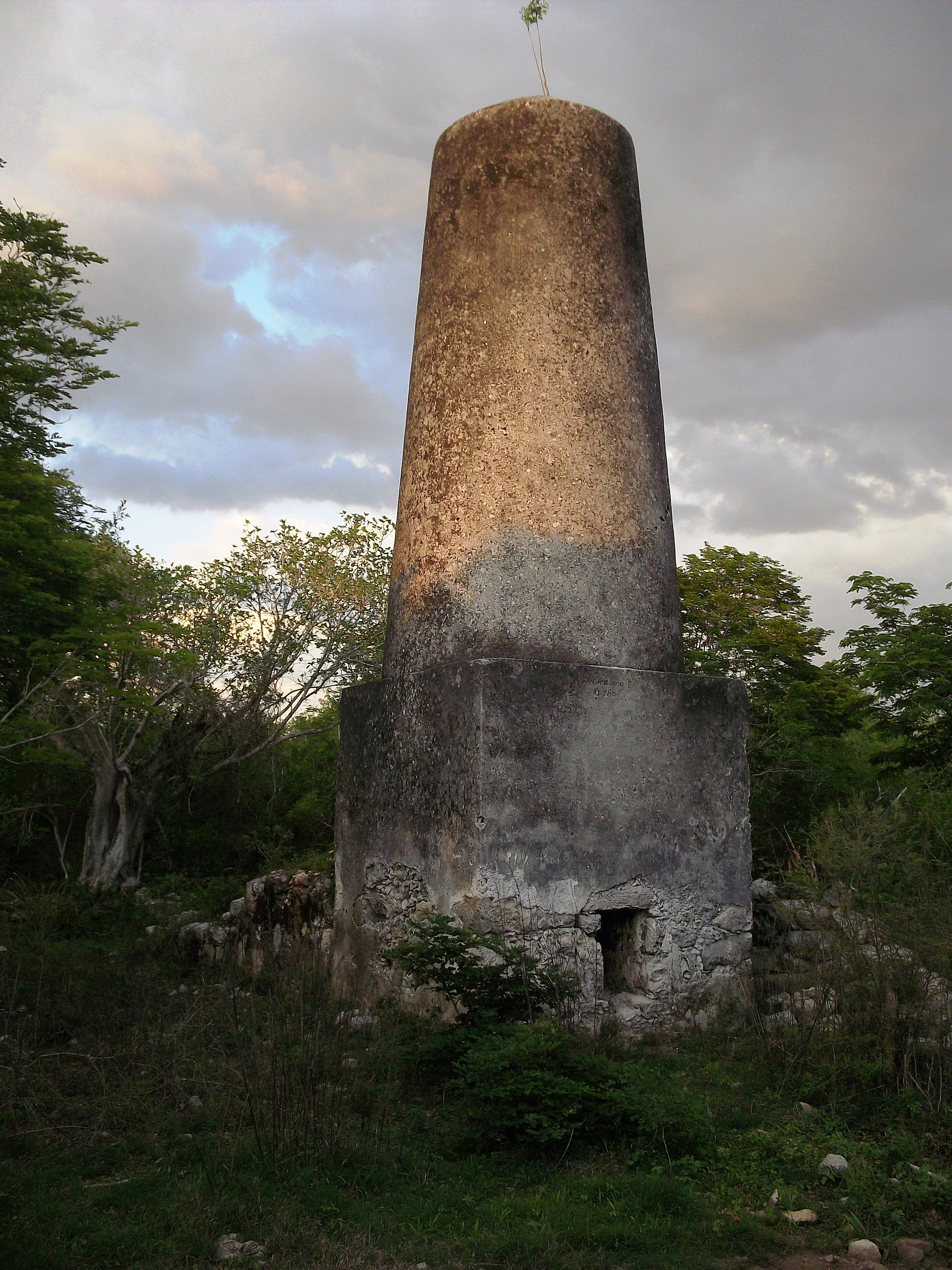
Rancho de Kintunich.
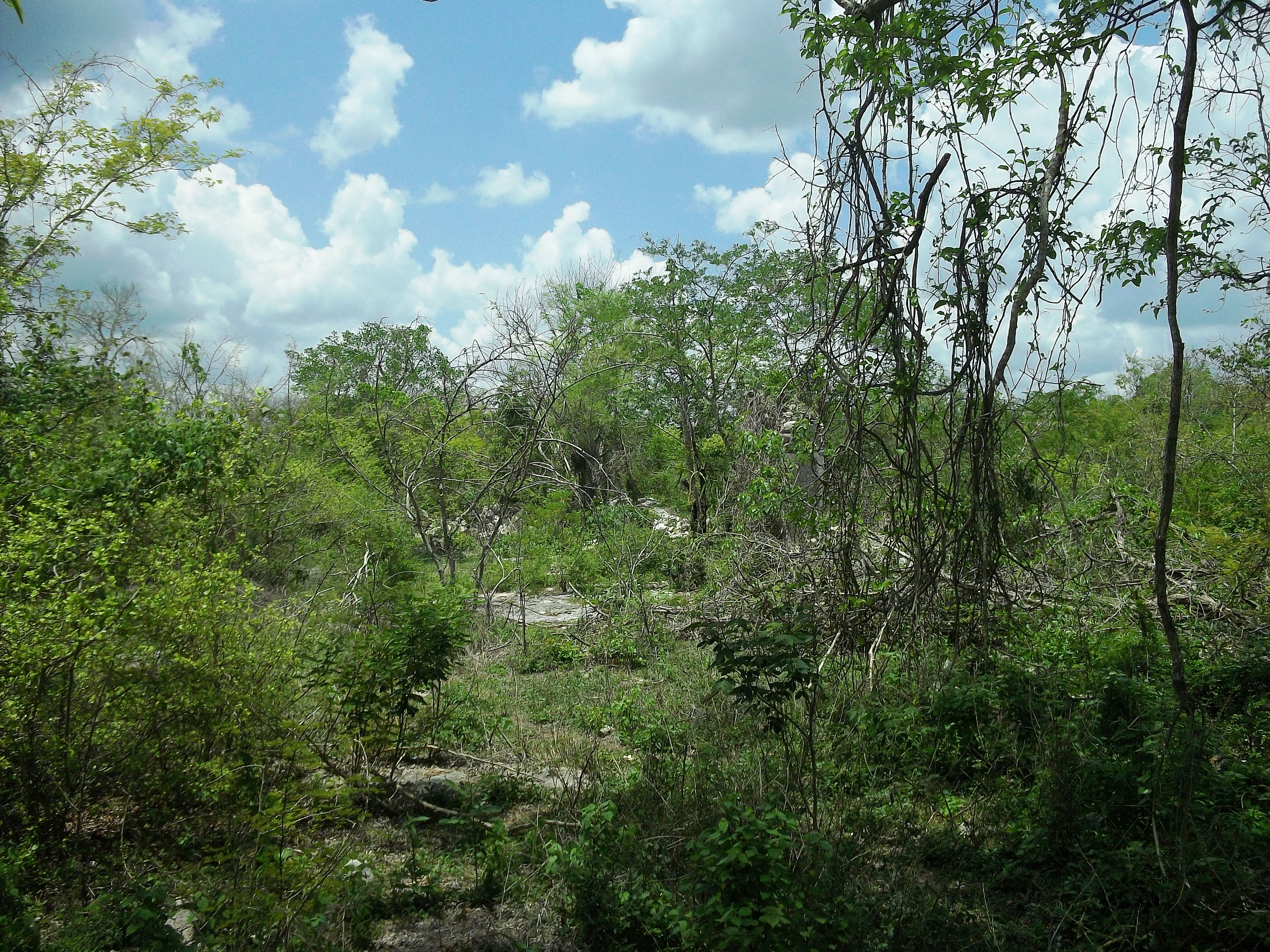
Rancho de Kintunich.
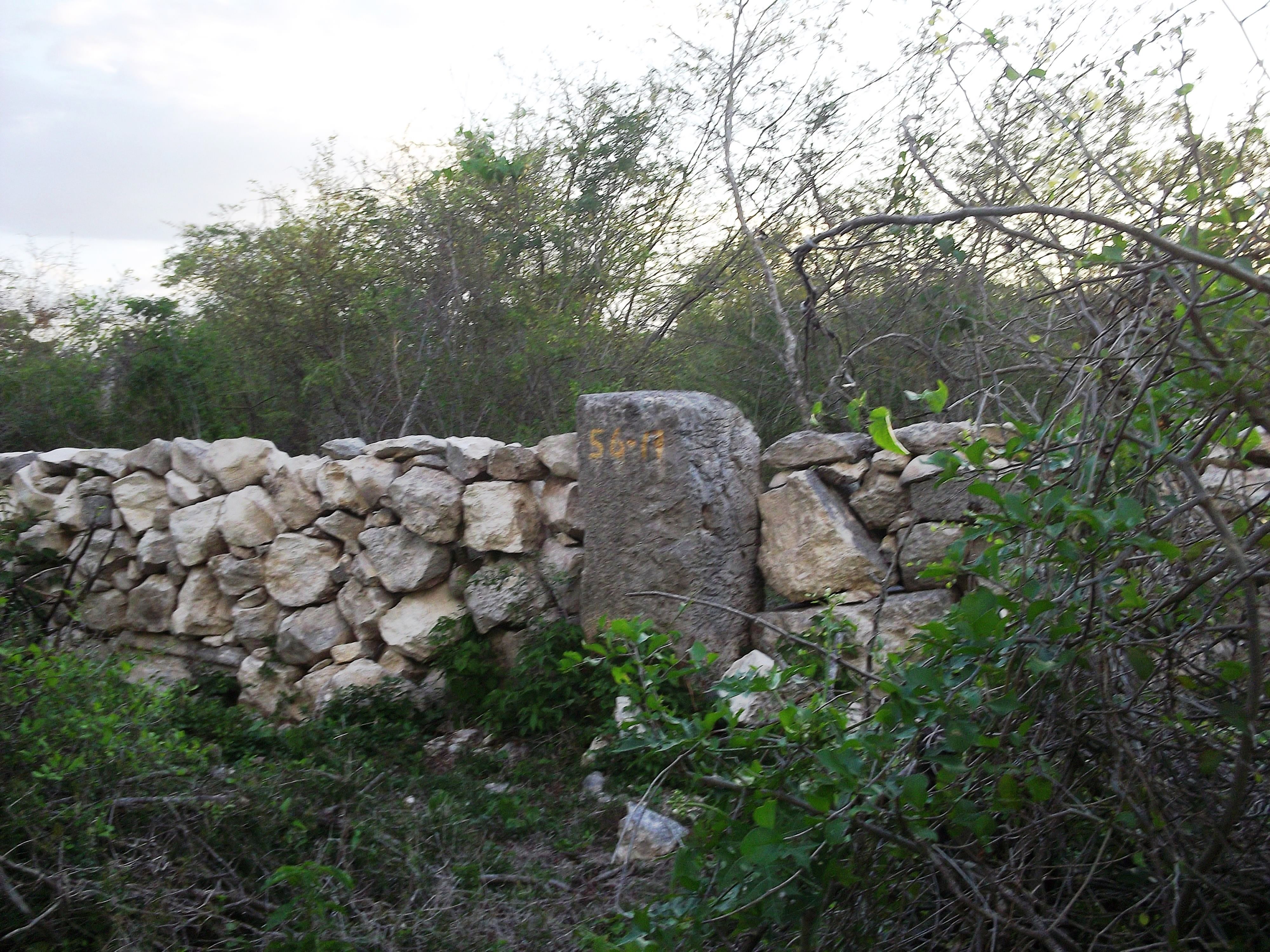
Rancho de Kintunich.
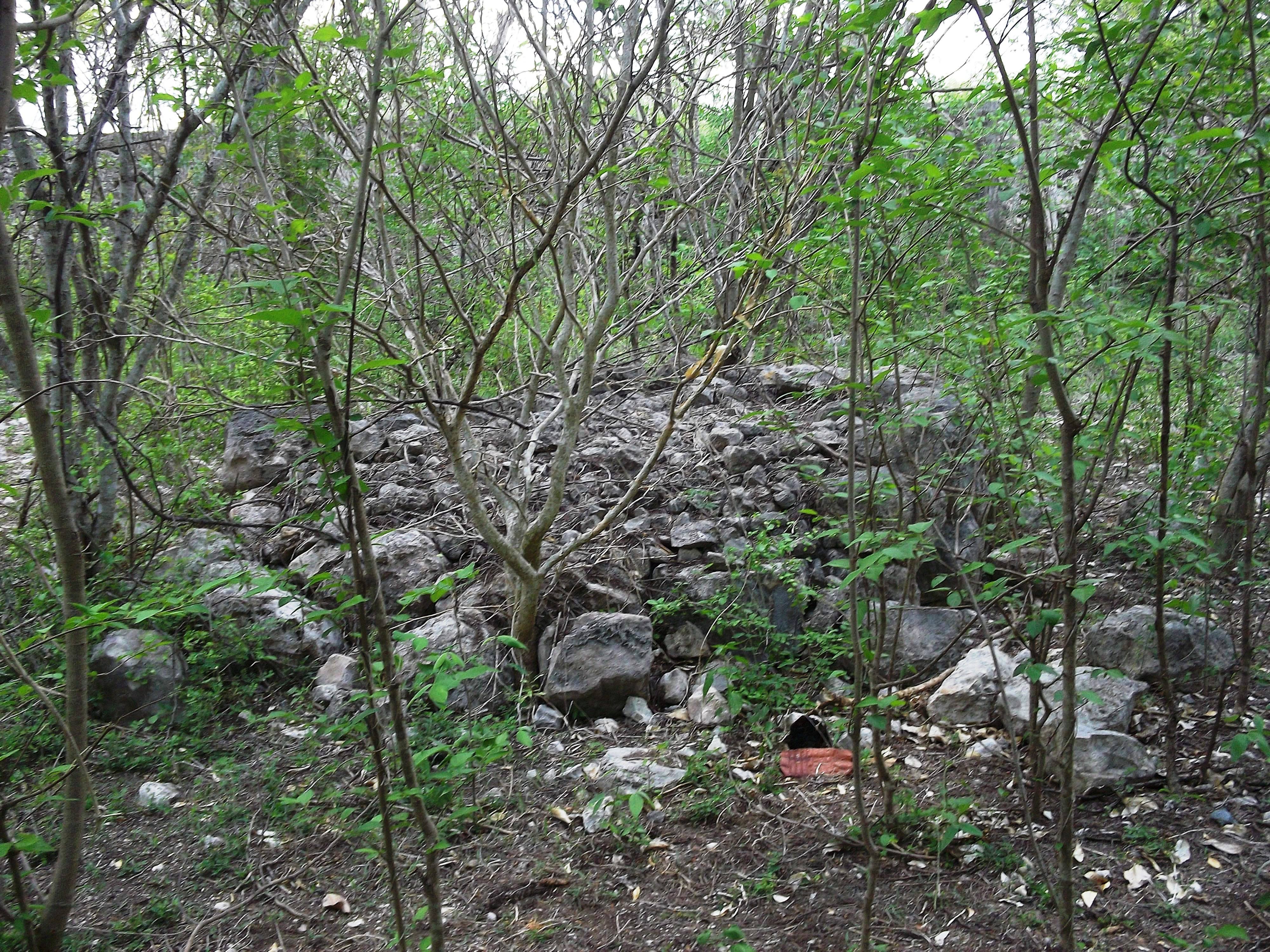
Rancho de Kintunich.
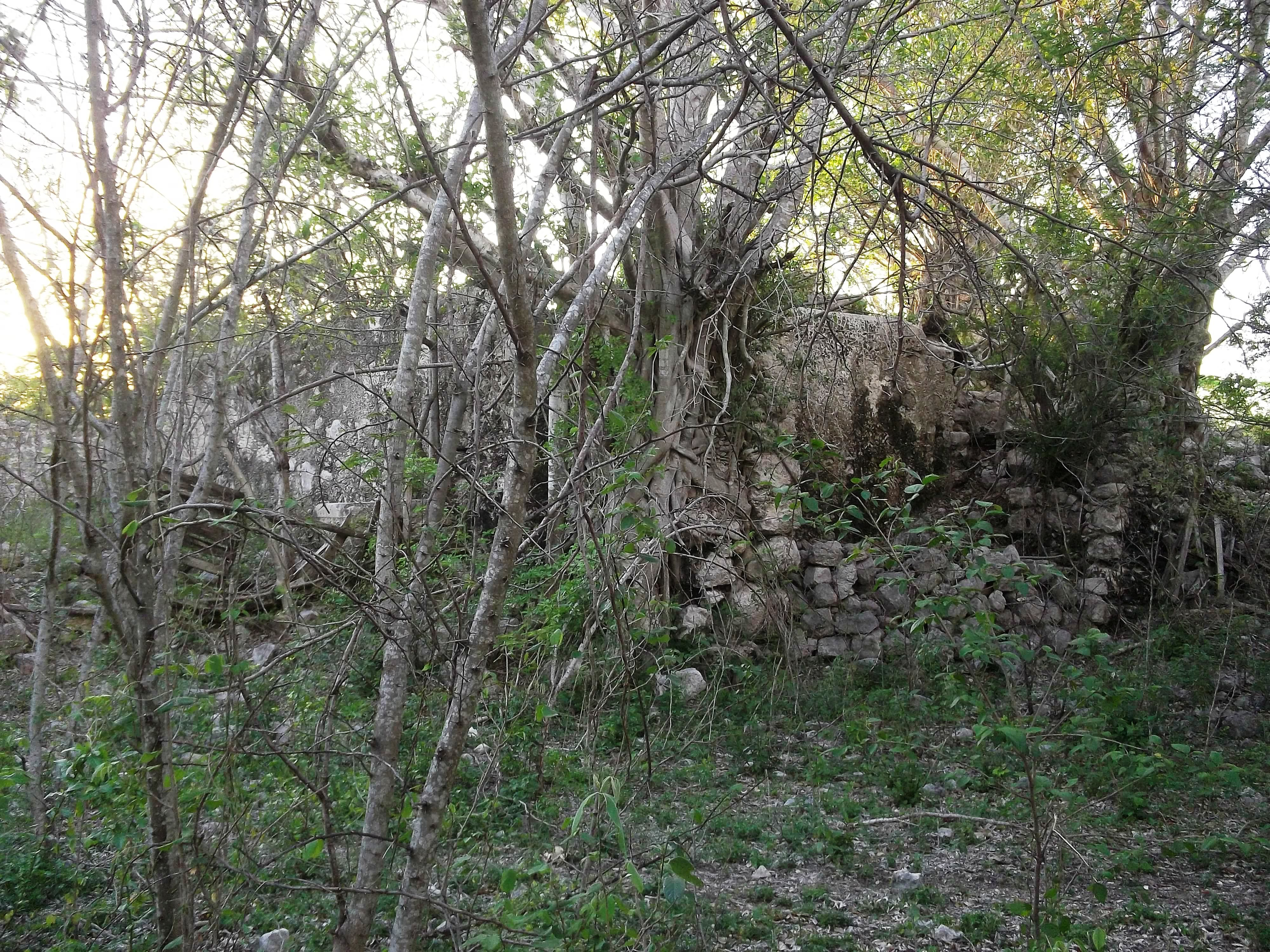
Rancho de Kintunich.
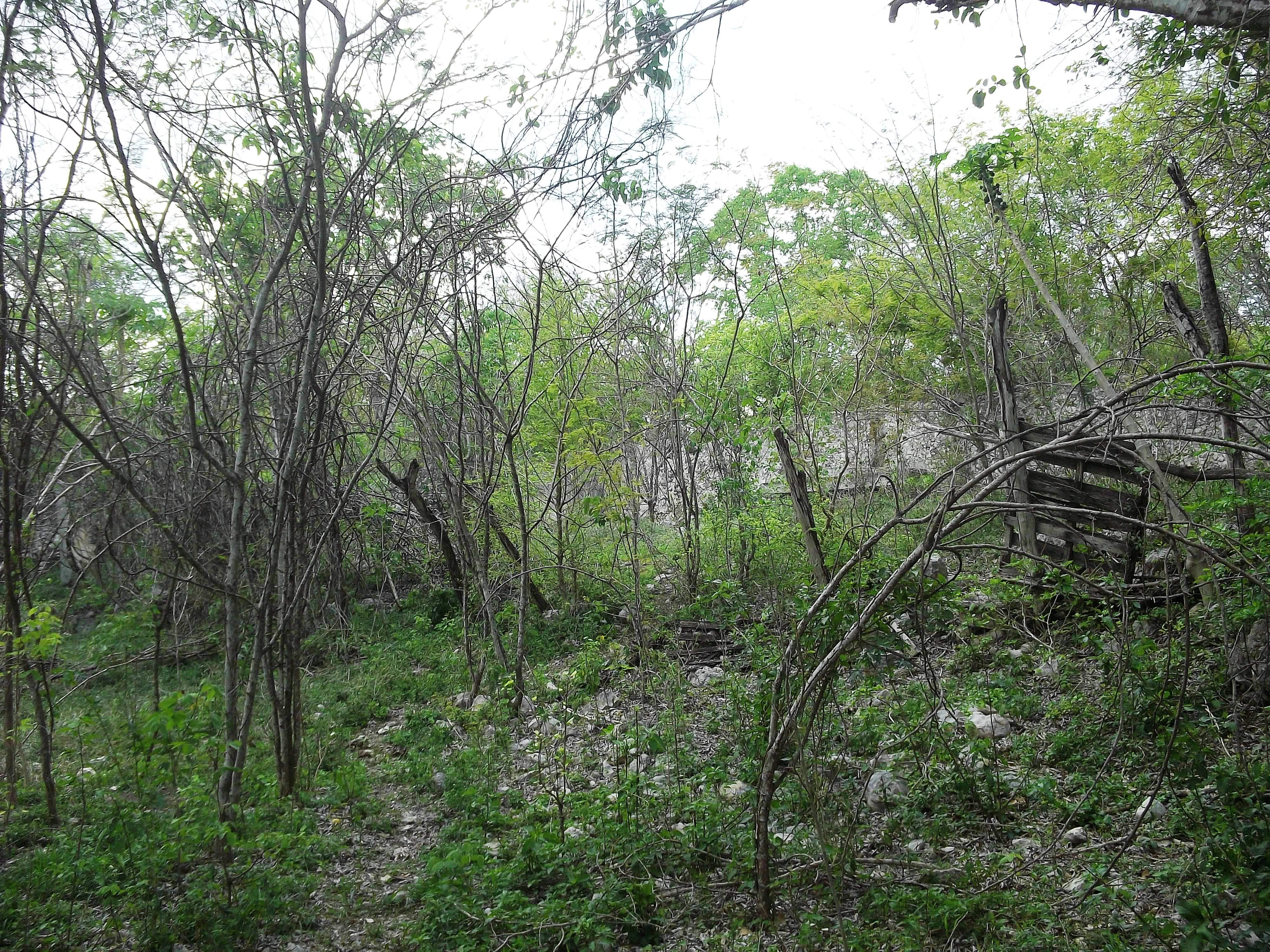
Rancho de Kintunich.
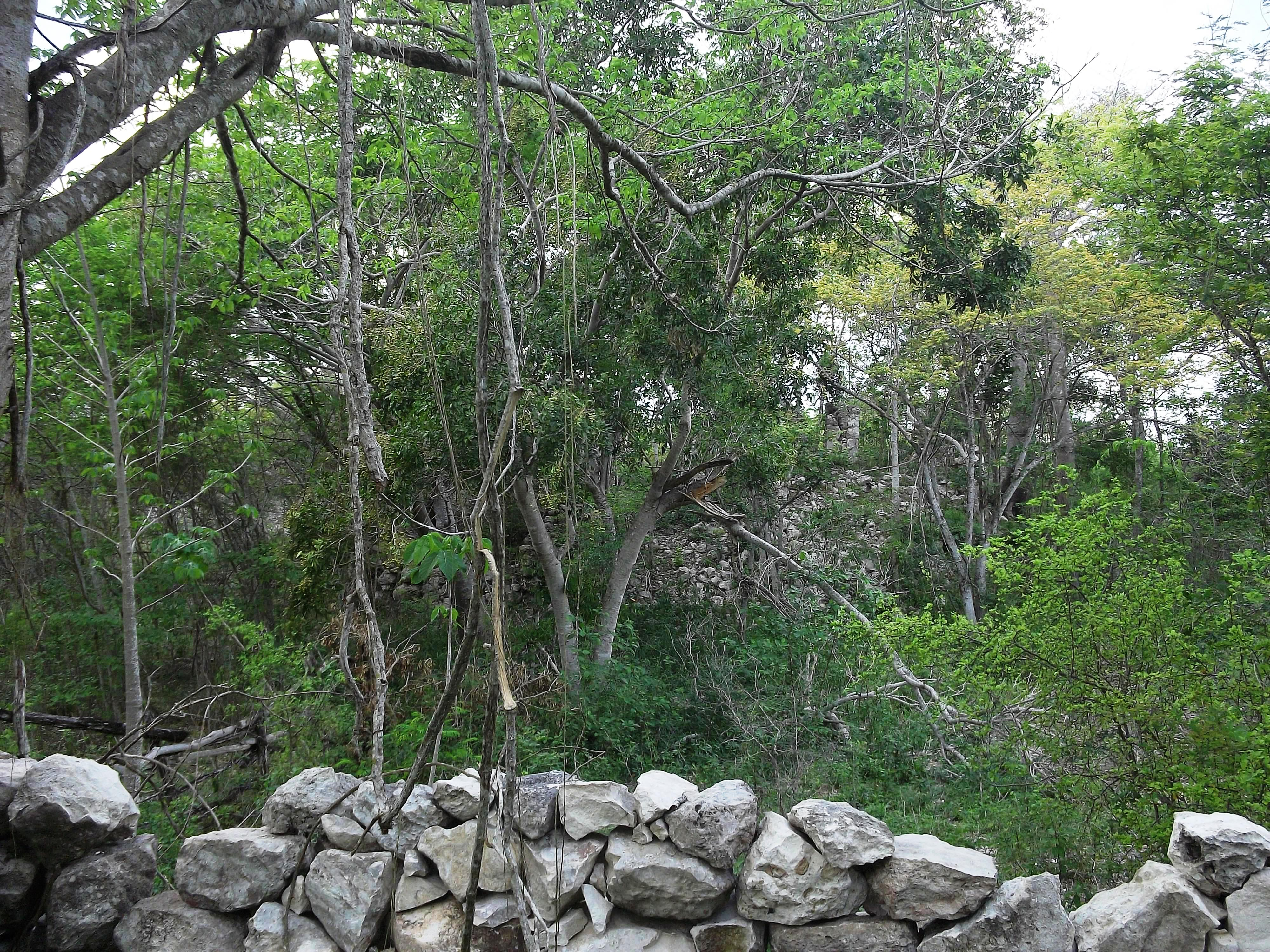
Rancho de Kintunich.
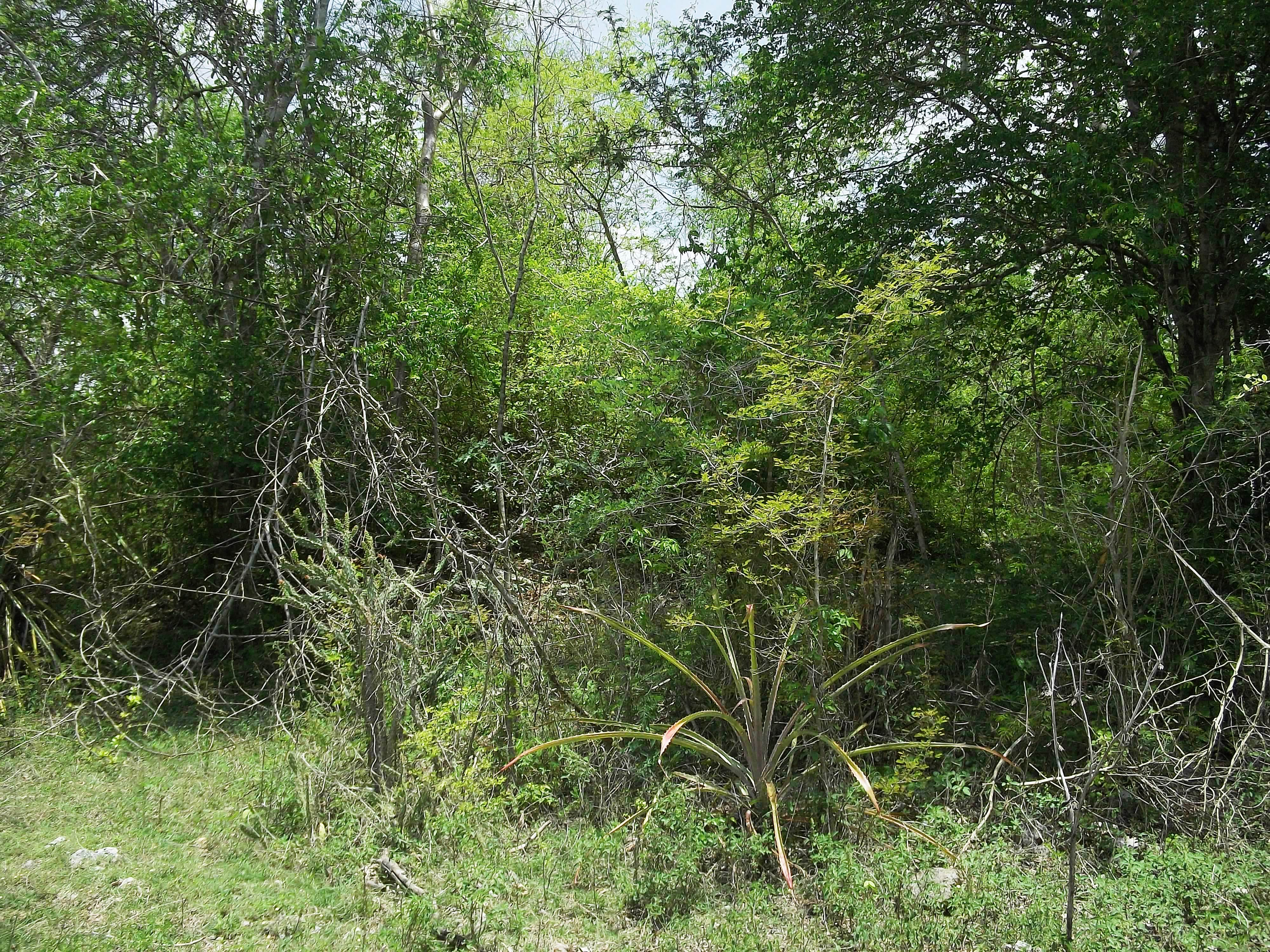
Vestigios mayas de Kintunich.
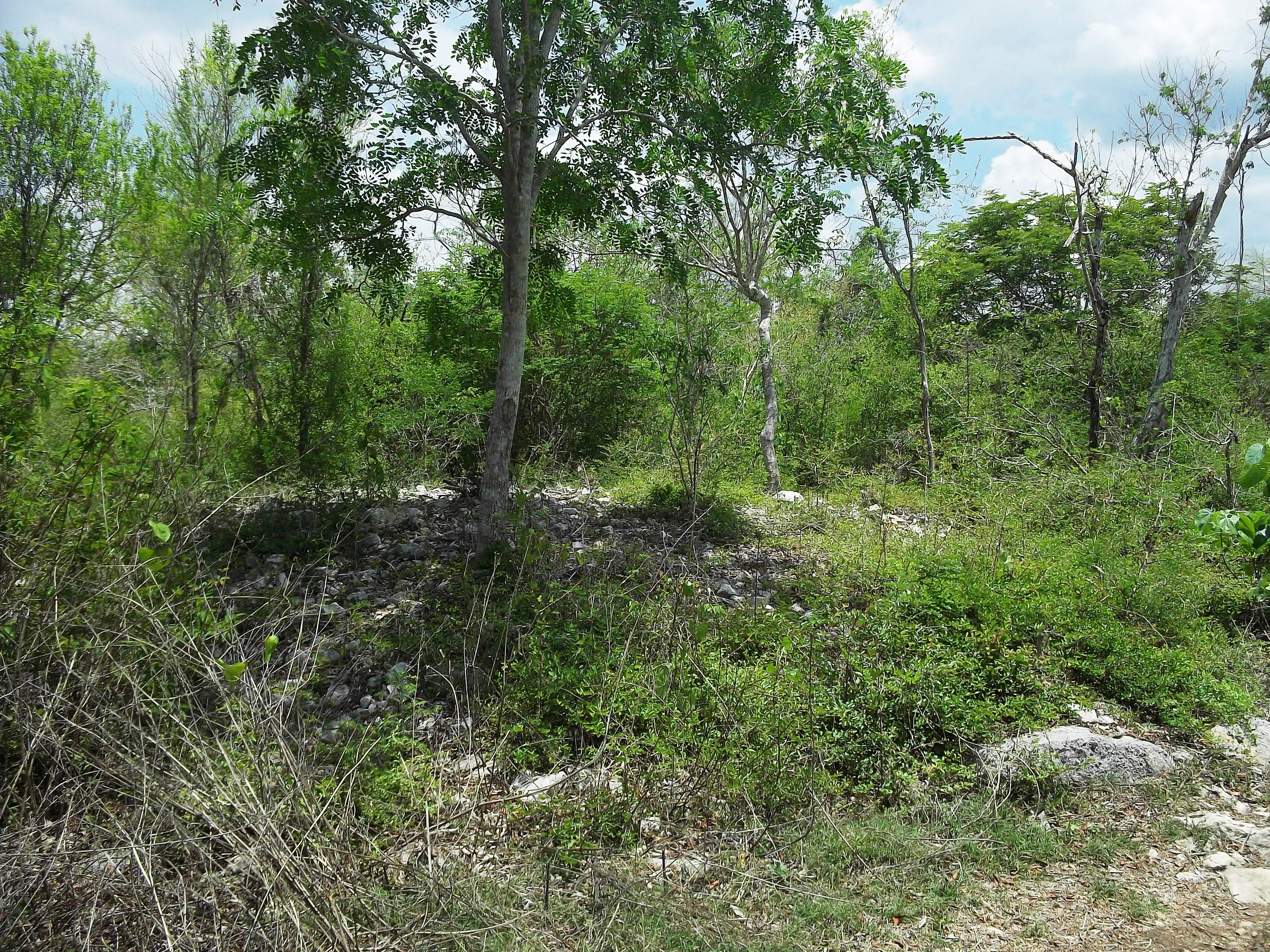
Vestigios mayas de Kintunich.
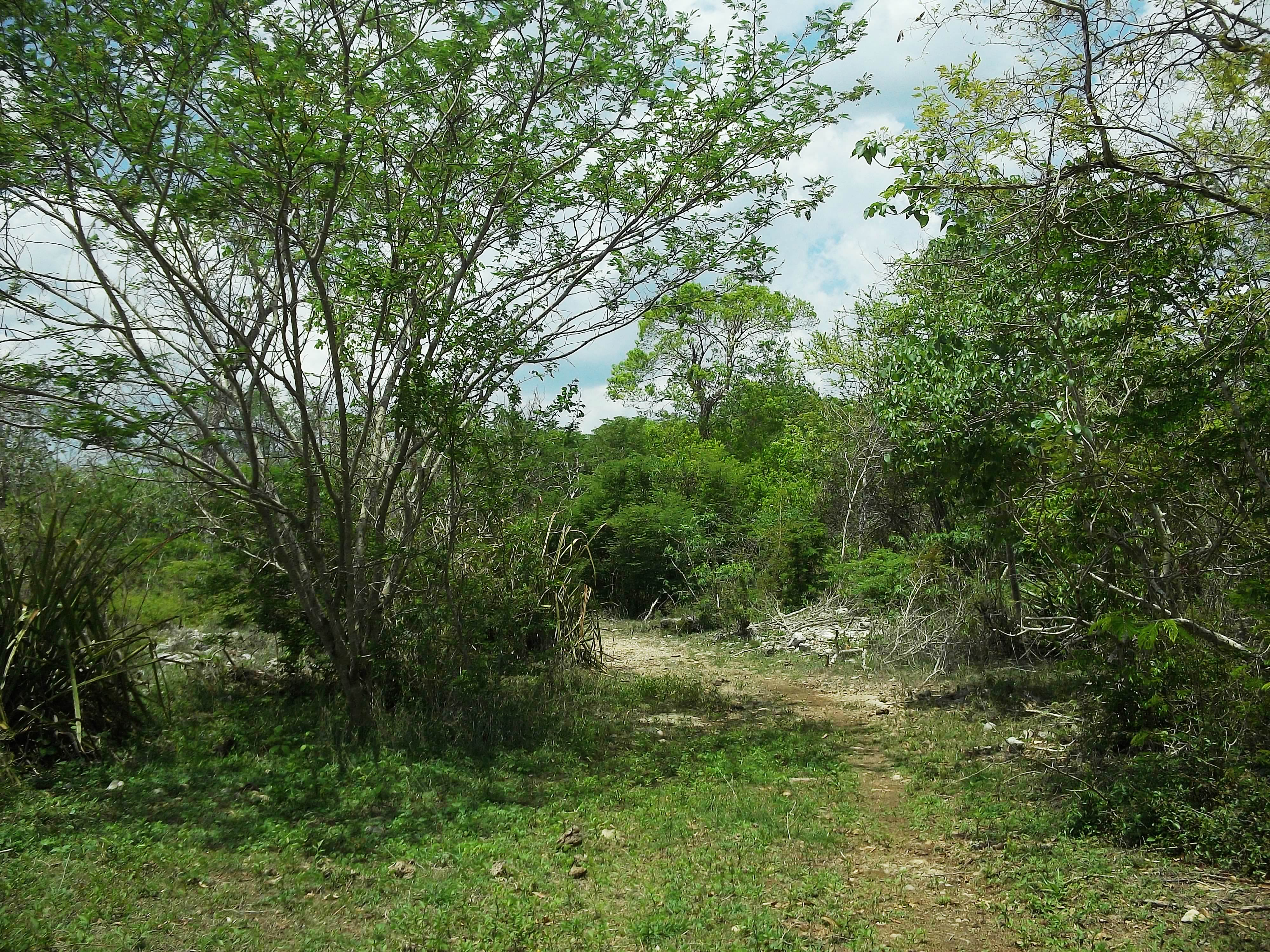
Vestigios mayas de Kintunich.
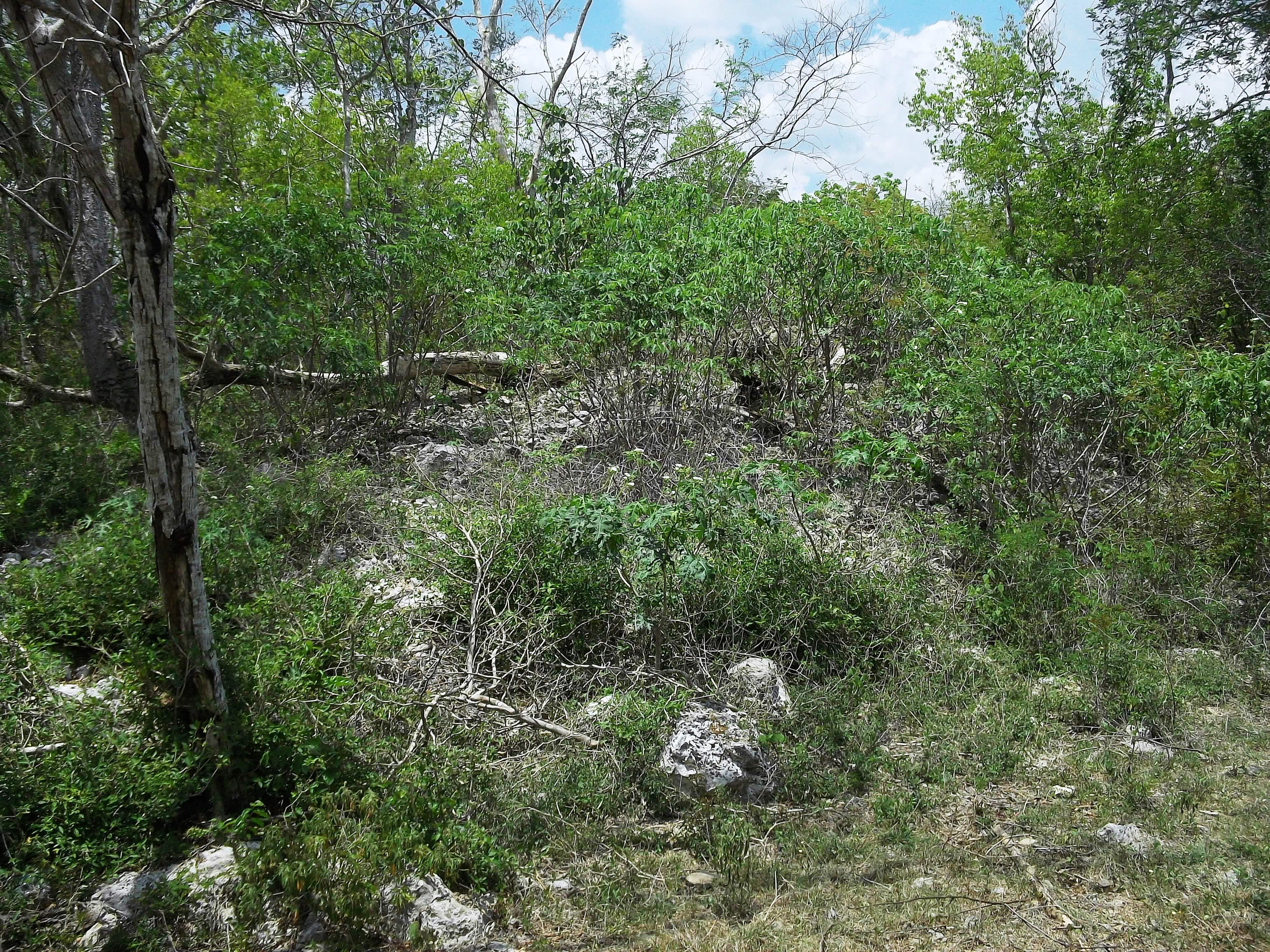
Vestigios mayas de Kintunich.
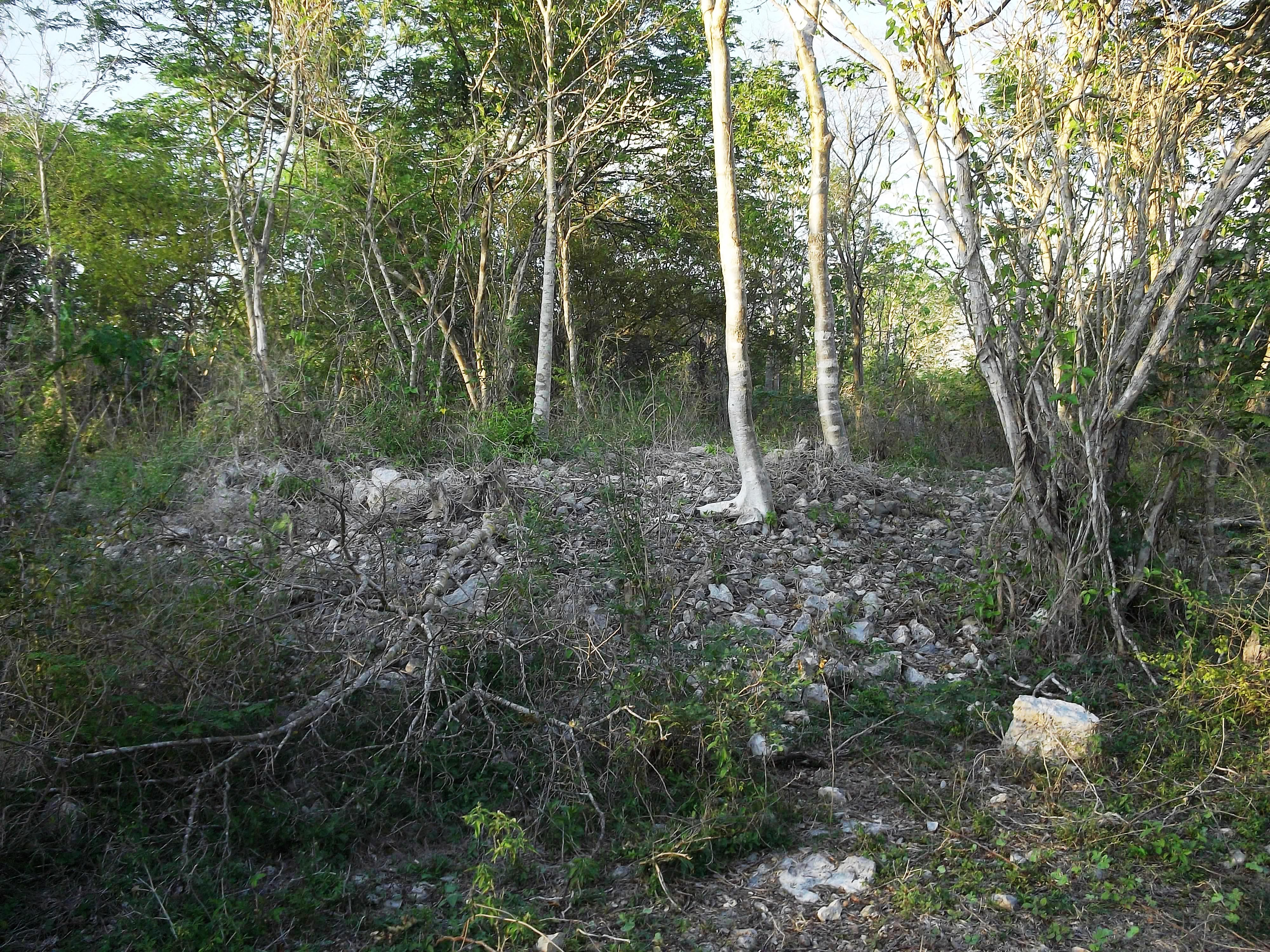
Vestigios mayas de Kintunich.
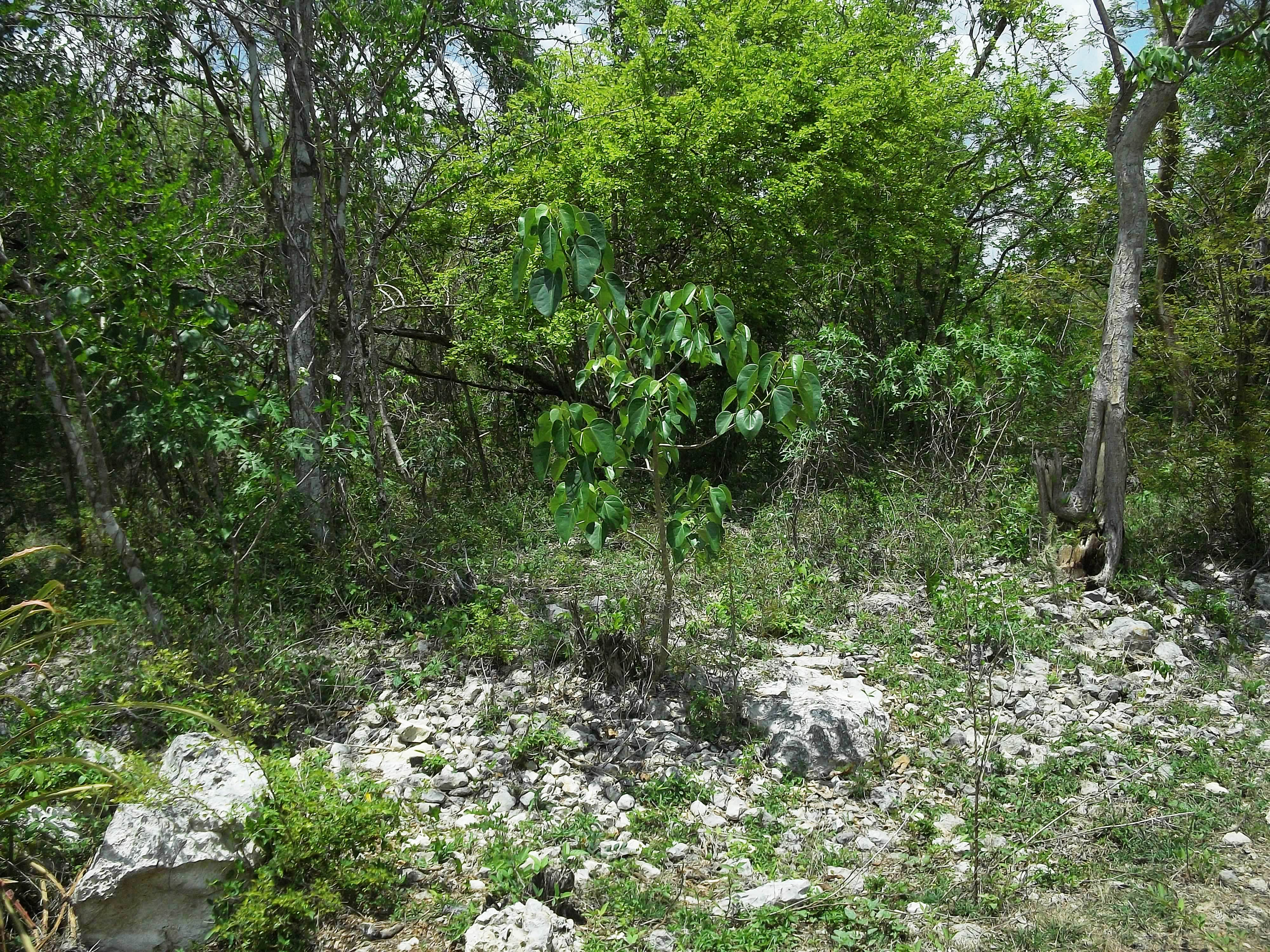
Vestigios mayas de Kintunich.
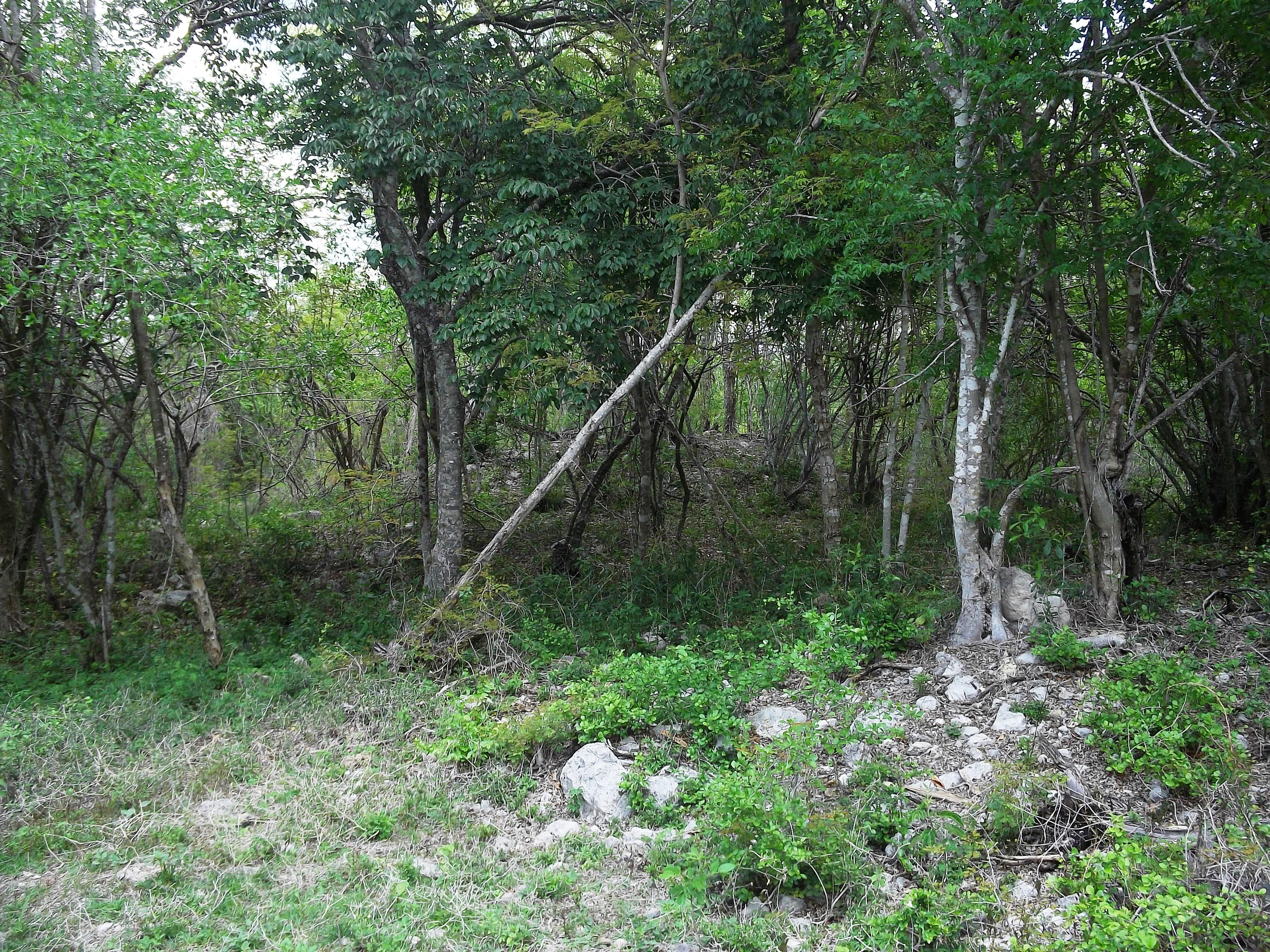
Vestigios mayas de Kintunich.
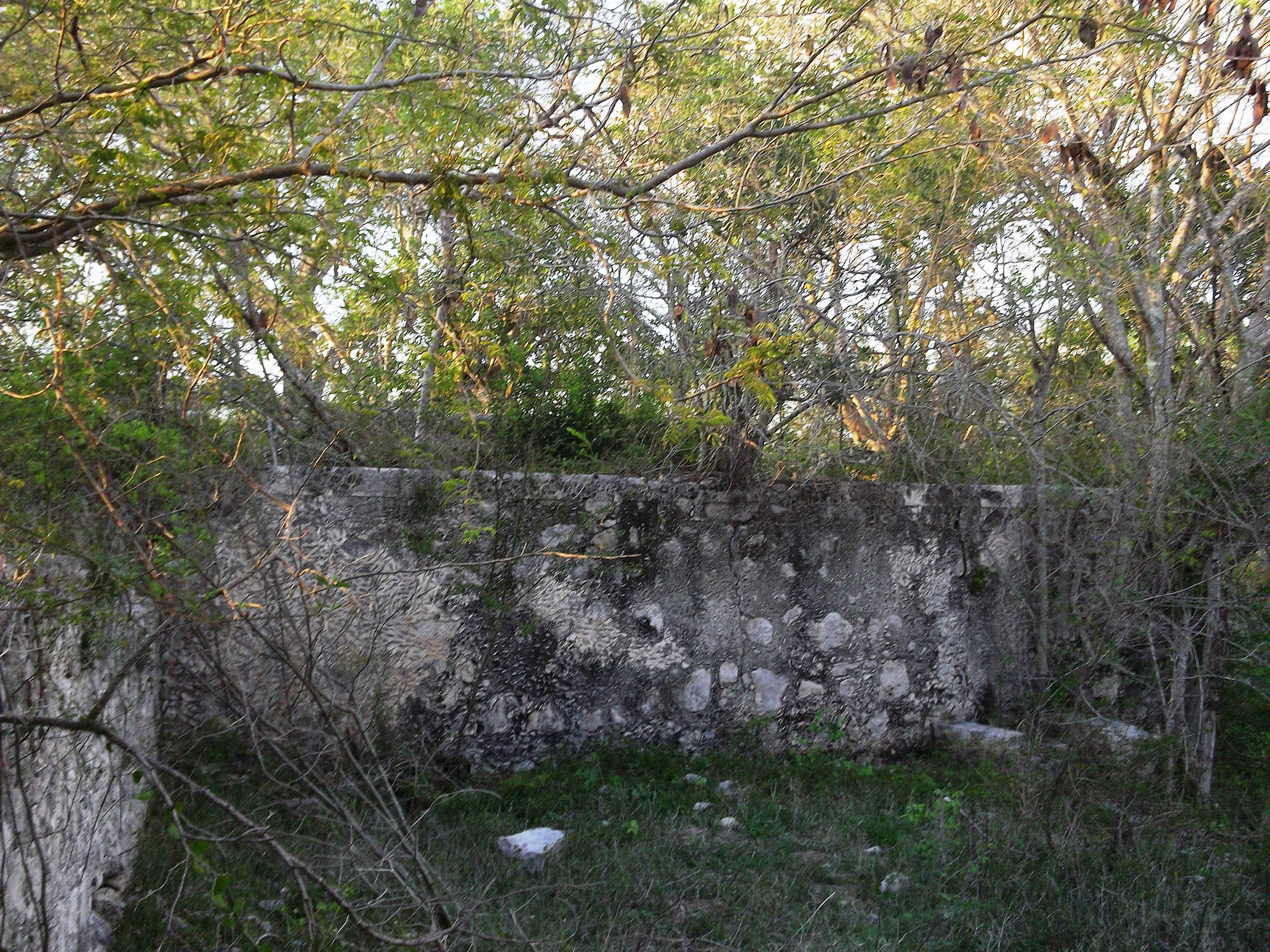
Vestigios mayas de Kintunich.
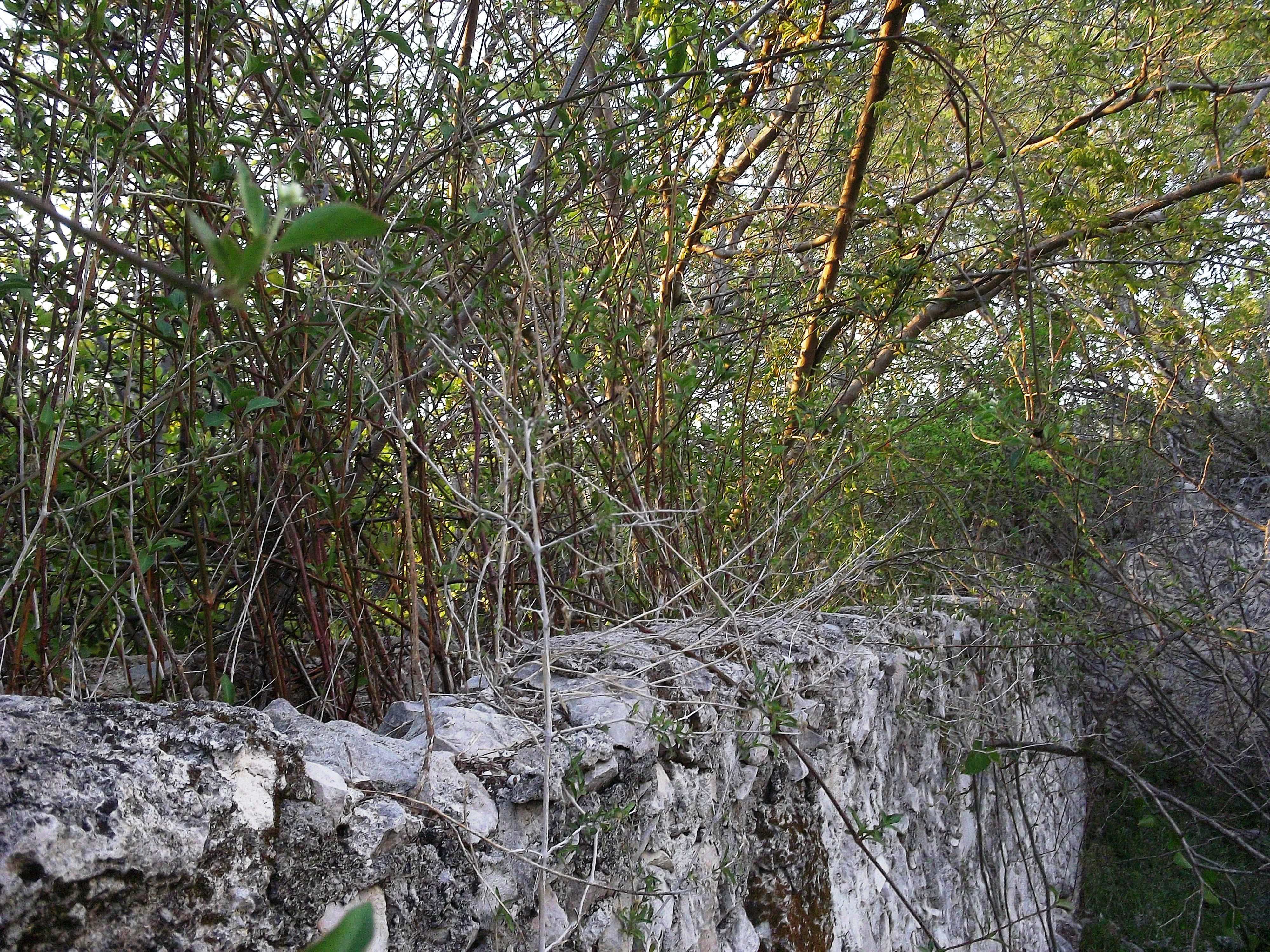
Vestigios mayas de Kintunich.
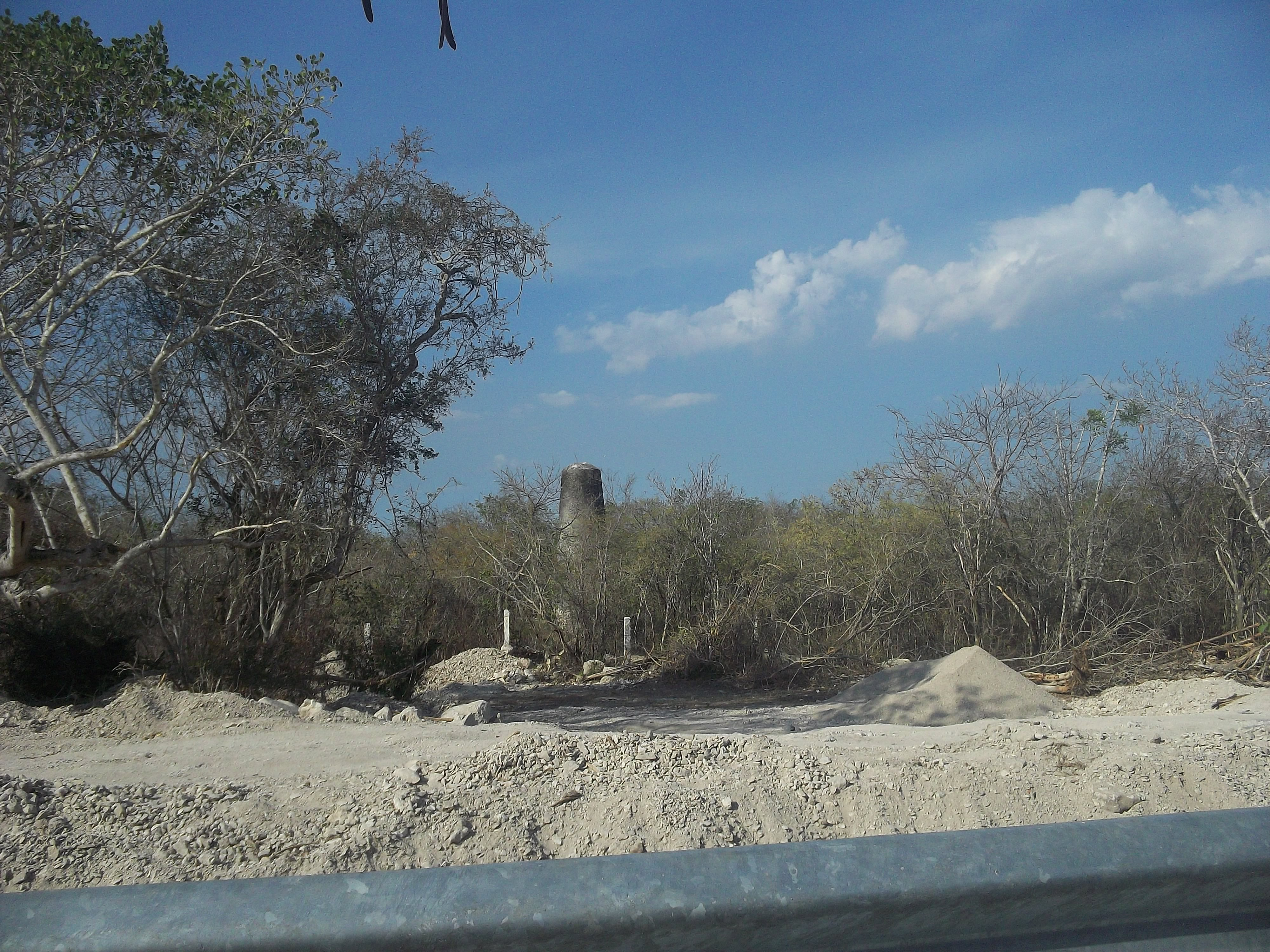
Rancho de Kintunich.
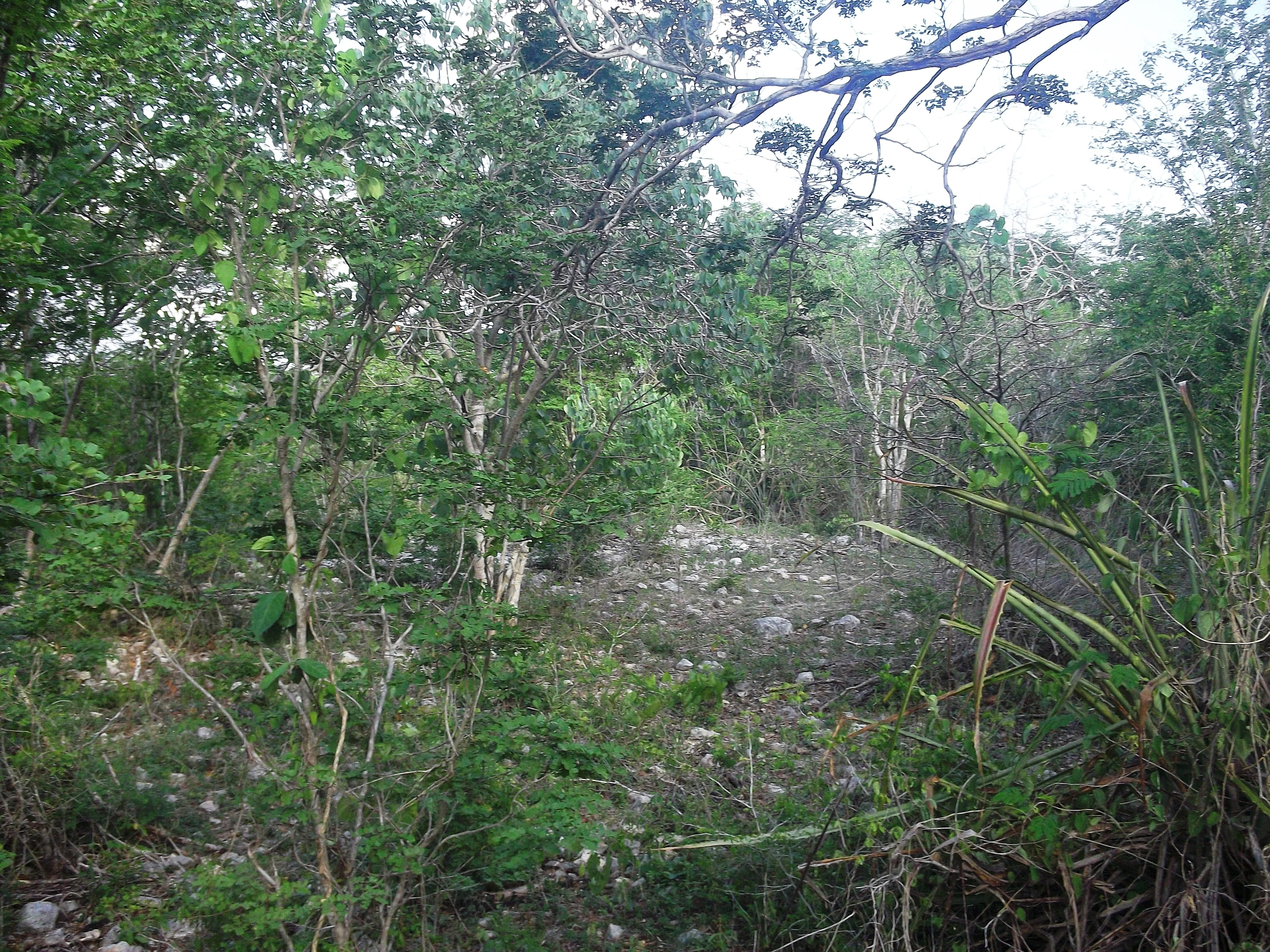
Vestigios mayas de Kintunich.
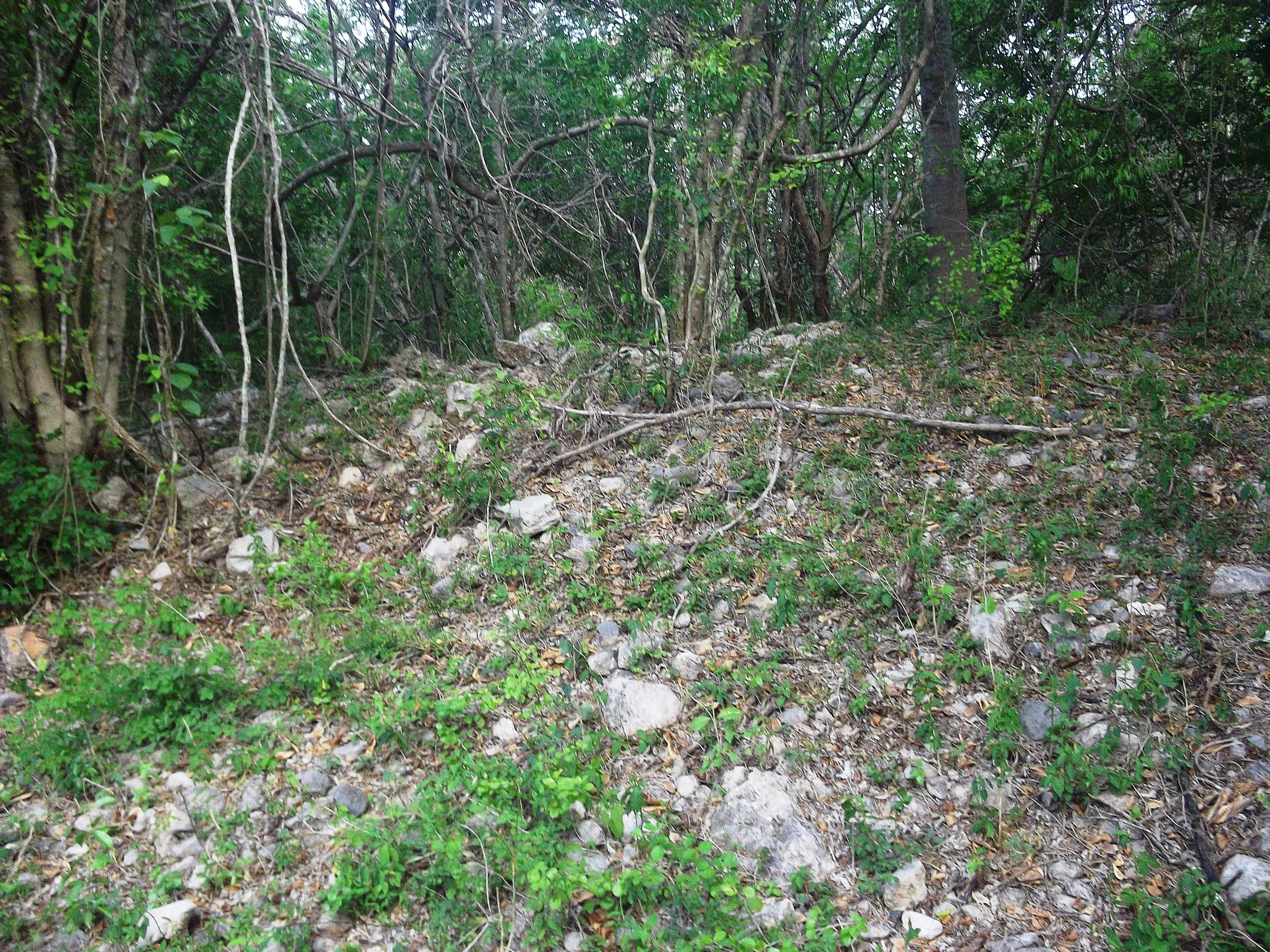
Vestigios mayas de Kintunich.